# A.K. Antony
Arackaparambil Kurian Antony (né le 28 décembre 1940), est un homme politique indien. Il est ministre de la Défense de l'Inde du 24 octobre 2006 au 26 mai 2014.
Il est membre du Parti du Congrès. Il exerce la fonction de ministre en chef de Kerala de 1977 à 1978, de 1995 à 1996 et de 2001 à 2004.
Il est marié et père de deux garçons.

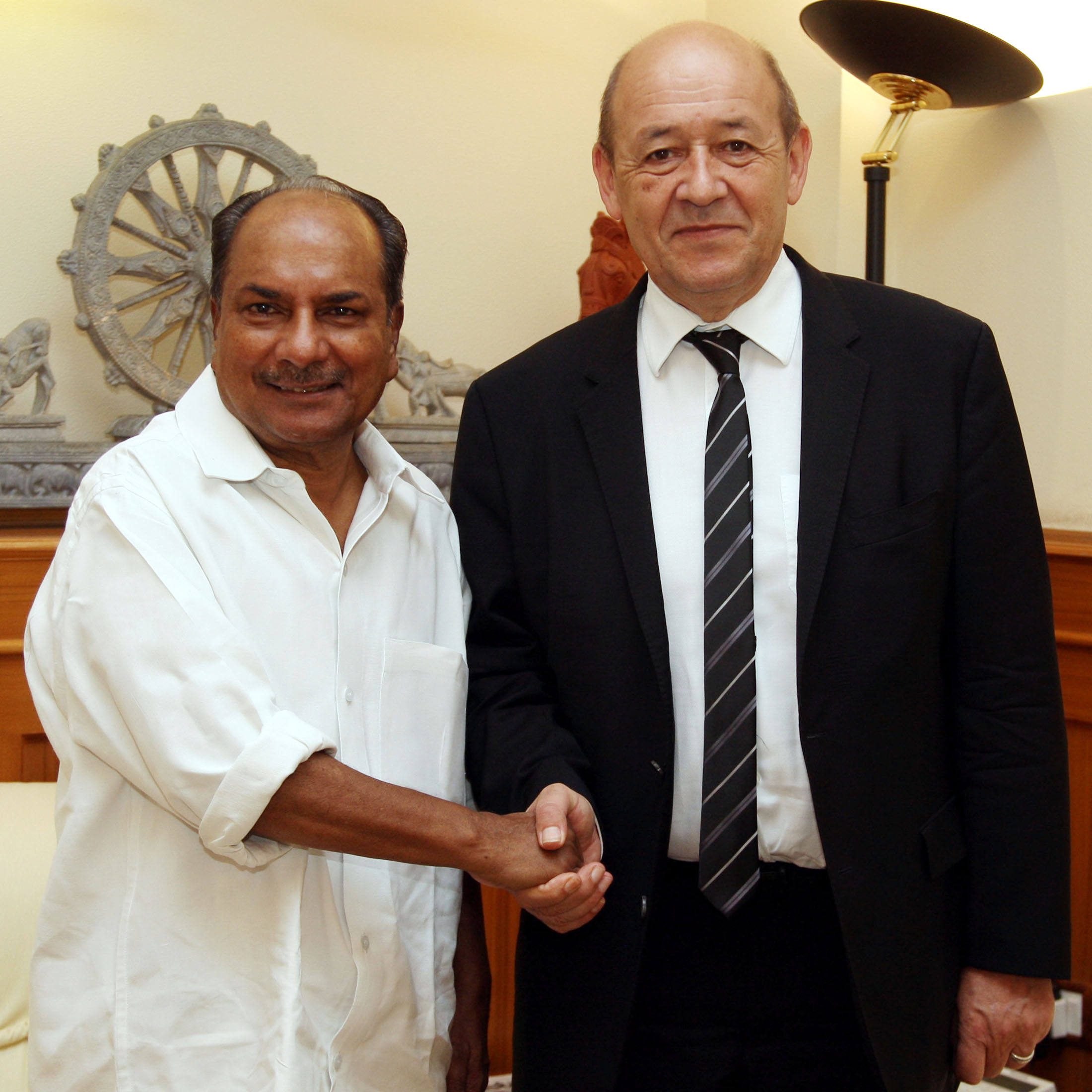
Avec Jean-Yves Le Drian le 26 juillet 2013,
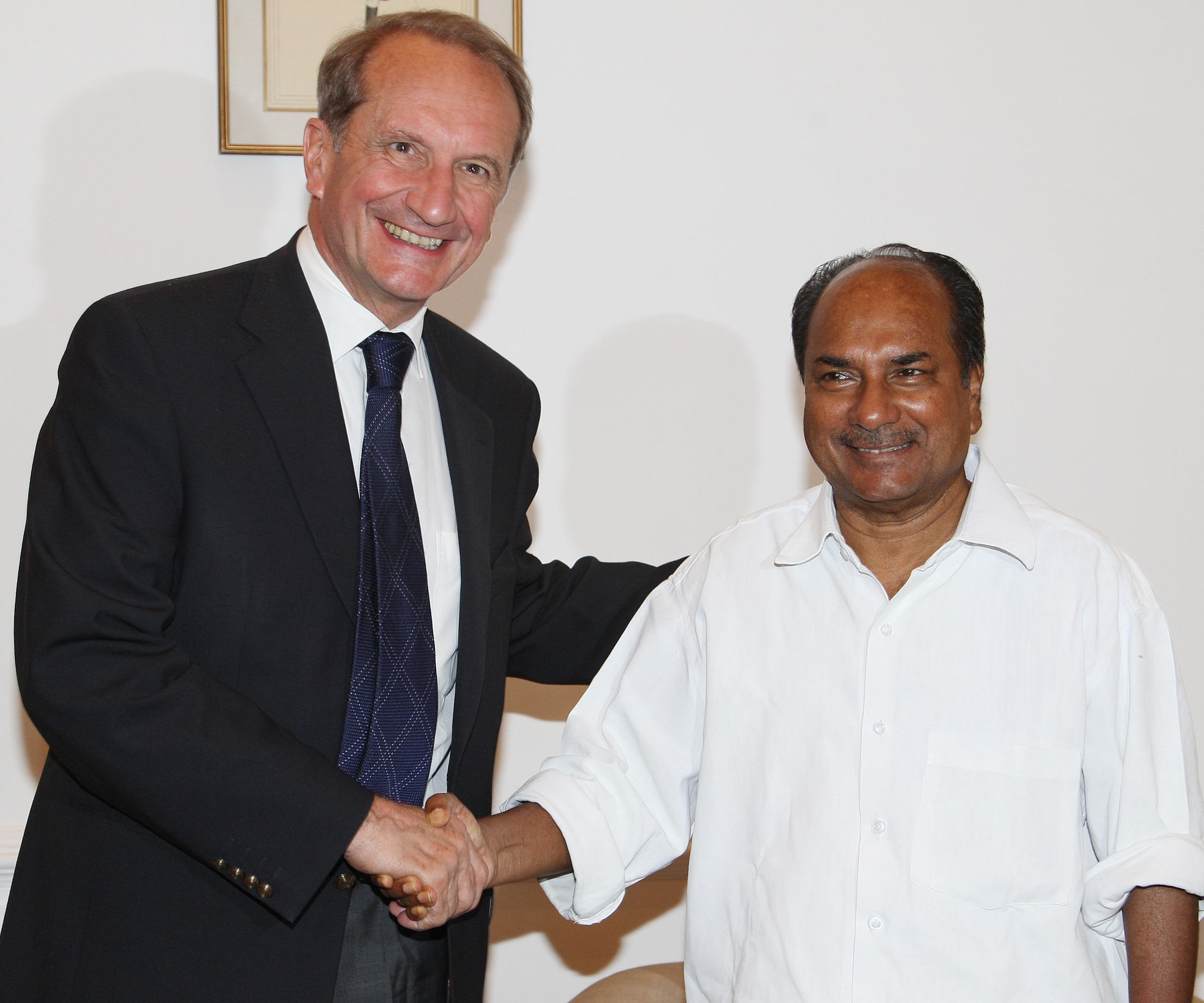
Avec Gérard Longuet le 26 mai 2011,
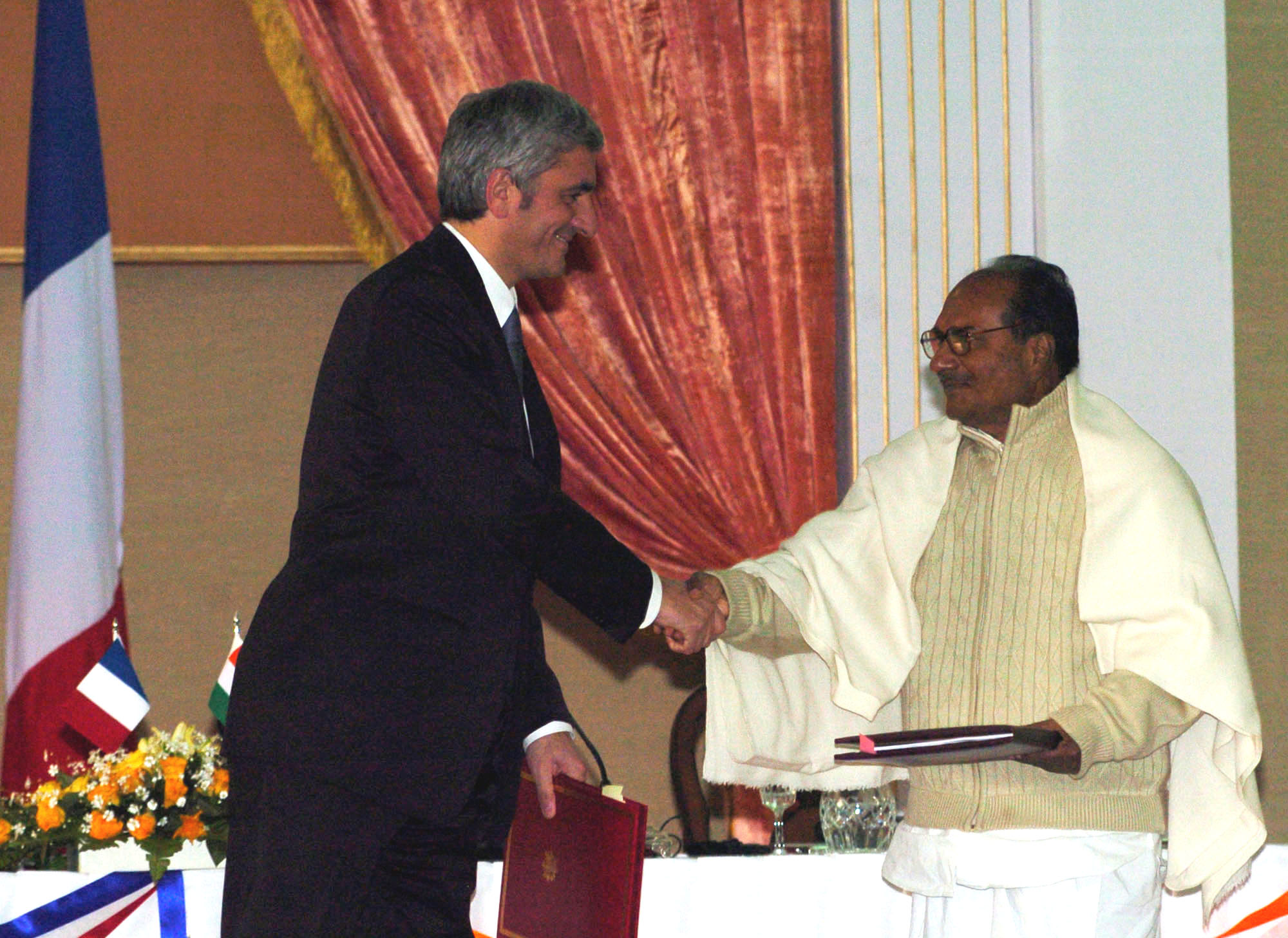
Avec Hervé Morin en 2008.